# Caltha sinogracilis
Caltha sinogracilis är en ranunkelväxtart som beskrevs av Wen Tsai Wang. Caltha sinogracilis ingår i släktet kabblekor, och familjen ranunkelväxter. Inga underarter finns listade i Catalogue of Life.